# Financier
Pour les articles homonymes, voir Financier (homonymie).
Un financier ou une financière est celui ou celle dont le métier est de faire des affaires de finance, des opérations bancaires, de la gestion de patrimoine, privé ou public.

## Définition
Un financier sous l’Ancien Régime  est un prêteur, fournisseur d’argent et de services pour le compte du prince.
Le financier, selon L'Encyclopédie (édition de 1763), est «l'homme qui manie des finances, c'est-à-dire les deniers du Roi... On donne ce nom à toute personne connue pour être intéressés dans les fermes, régies, entreprises ou affaires qui concernent les revenus du Roi ».

## Histoire
Au XVe siècle apparaissent en France les « gens de finances », qui sont des fonctionnaires, recrutés par les princes, chargés de gérer l'argent issu des privilèges : plus tard, ces charges deviennent héréditaires. Ce n'est pas le cas en Angleterre ou en Italie, où les rôles (et contre-rôles) financiers vont échapper très tôt, d'une part à la morale ecclésiastique qui voit en l'argent et sa gestion un péché (lié à la vénalité, à l'avarice), d'autre part, aux emplois sous tutelle d'État. La France va donc prendre un retard considérable dans le commerce de l'argent et le développement des banques. Le premier traité sur ces questions, celui de Nicole Oresme, date de 1355.
Barthélemy Hervart, financier huguenot, prêta à plusieurs reprises des sommes importantes à la monarchie française pendant la Fronde et au moment de l'arrestation de Fouquet.